# Джафр (село)
Джафр (тадж. Ҷафр) — деха́ (сельский населённый пункт) в Раштском районе Таджикистана. Входит в состав сельской общины (джамоата дехота) Джафр, является его административным центром. Расстояние от села до центра района (пгт Гарм) — 20 км. Население — 2190 человек (2017 г.), таджики. Население в основном занято сельским хозяйством (животноводство и растениводство). Земли орошаются главным образом водами горных источников. Граничит с дехами Муллобарот и Нимичак.